# Cedric Ceballos
Cedric Z. "Ice" Ceballos (né le 2 août 1969 à Maui, Hawaii) est un ancien joueur américain de basket-ball professionnel ayant évolué dans la NBA.

## Biographie
Ailier de formation, il a joué notamment pour les Lakers de Los Angeles et les Suns de Phoenix, avant de terminer sa carrière chez les Mavericks de Dallas, les Pistons de Détroit et le Heat de Miami.
Il fut le joueur au meilleur pourcentage au tir de la ligue (57,6 %) en 1992-93, le meilleur marqueur des Lakers en 1994-95 avec 21.7 points de moyenne par match et en 1995-96 avec 21.2 points.
Il reste cependant gravé dans les mémoires de chaque fan de basket par son époustouflant dunk avec un bandeau sur les yeux, avec lequel il a gagné le Slam Dunk Contest en  1992. D'ailleurs, Chase Budinger, ailier des Rockets de Houston, lui rend hommage 20 ans après, en réalisant aussi un dunk les yeux bandés en portant son maillot lors du Sprite Slam Dunk Contest de 2012.

## Palmarès
- NBA All-Star (1995)
- NBA Slam Dunk Contest champion (1992)